# Pantoporia
Pantoporia är ett släkte av fjärilar. Pantoporia ingår i familjen praktfjärilar.

## Bildgalleri

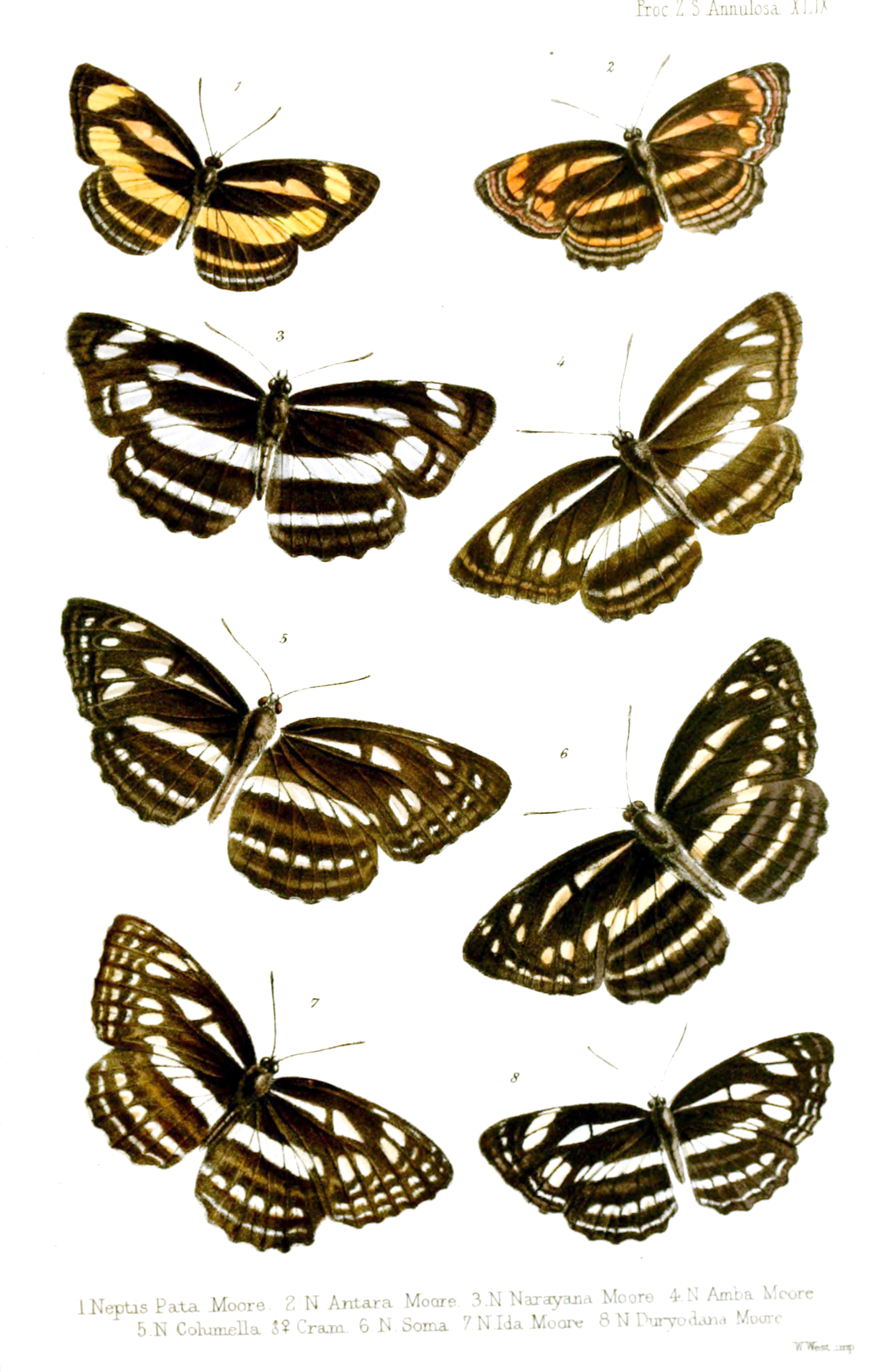
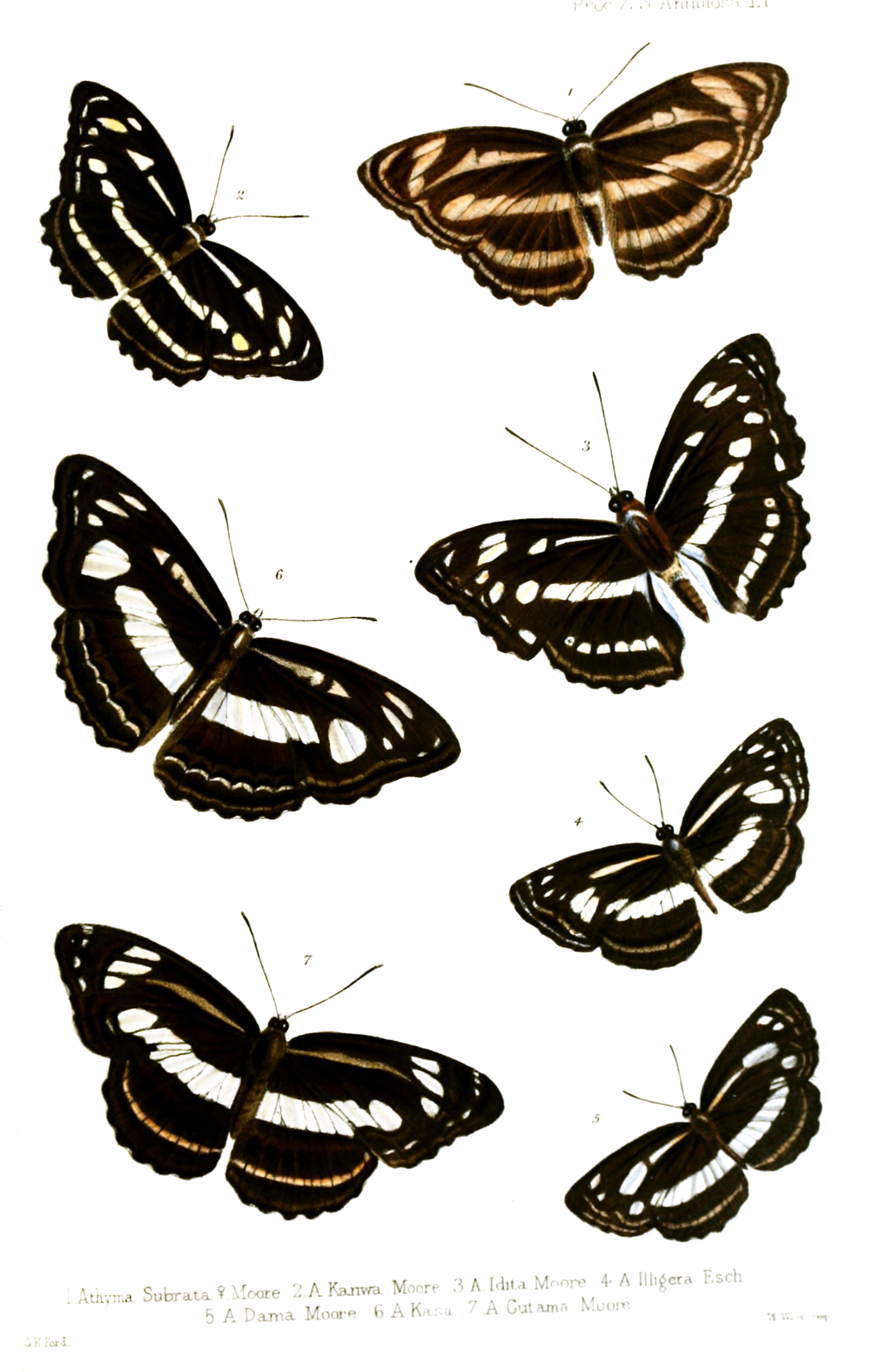
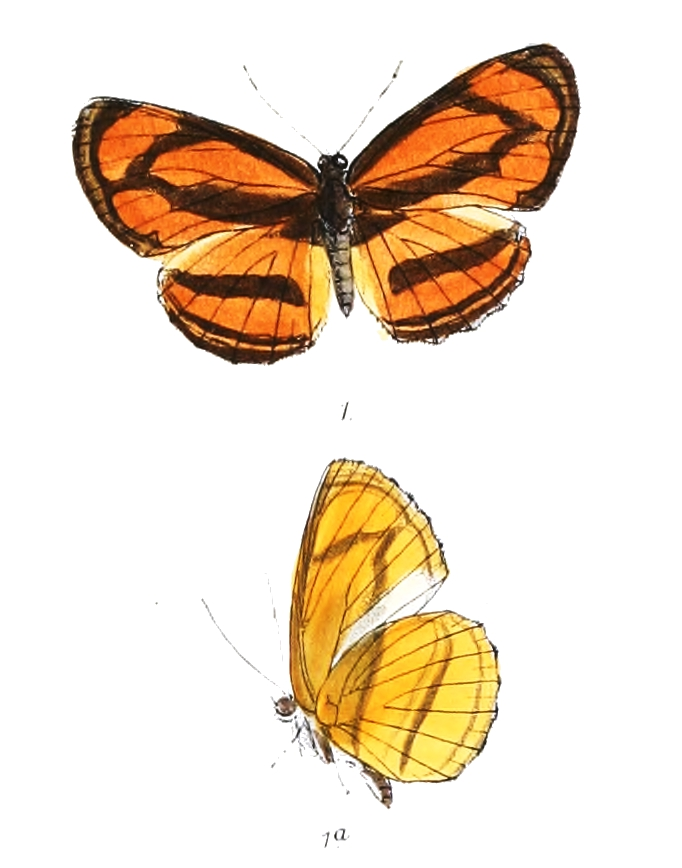
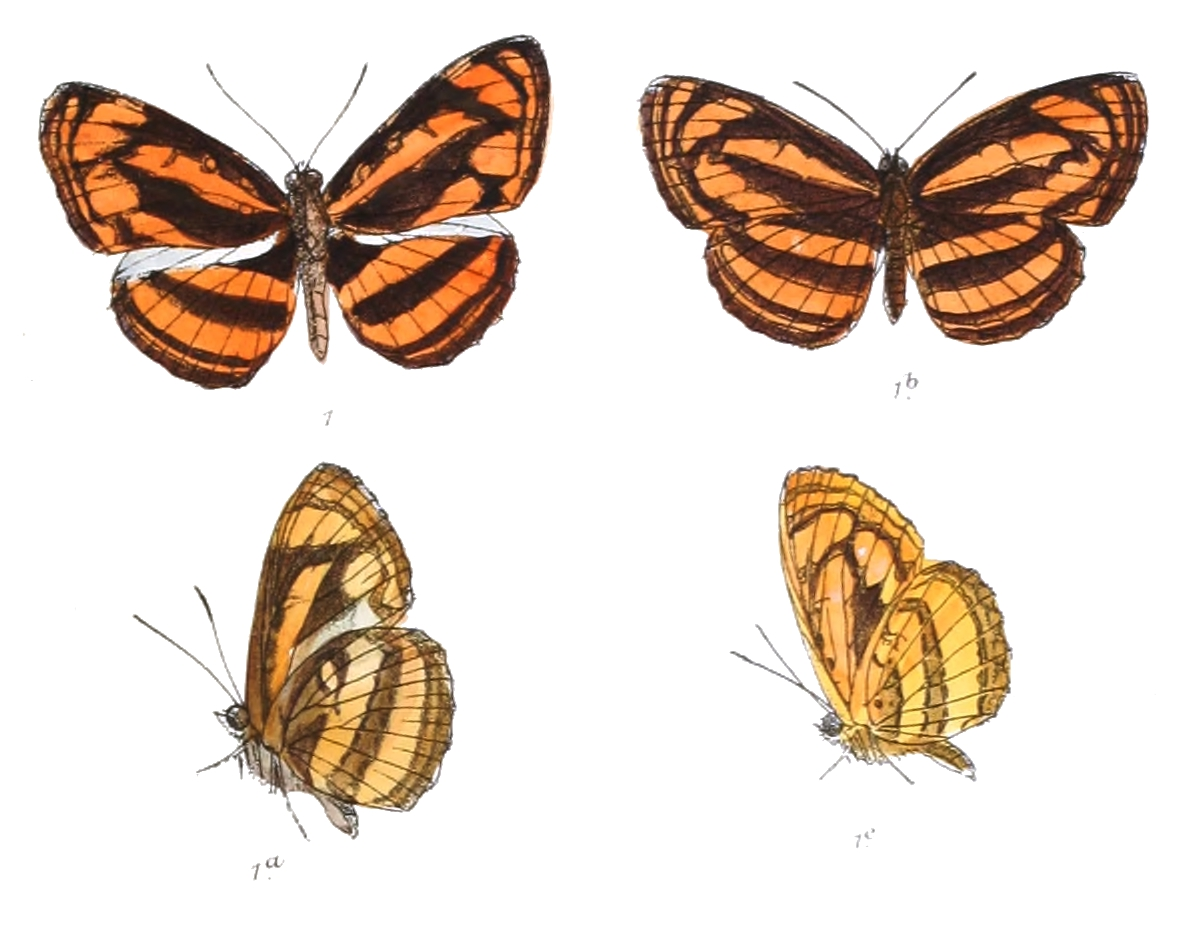
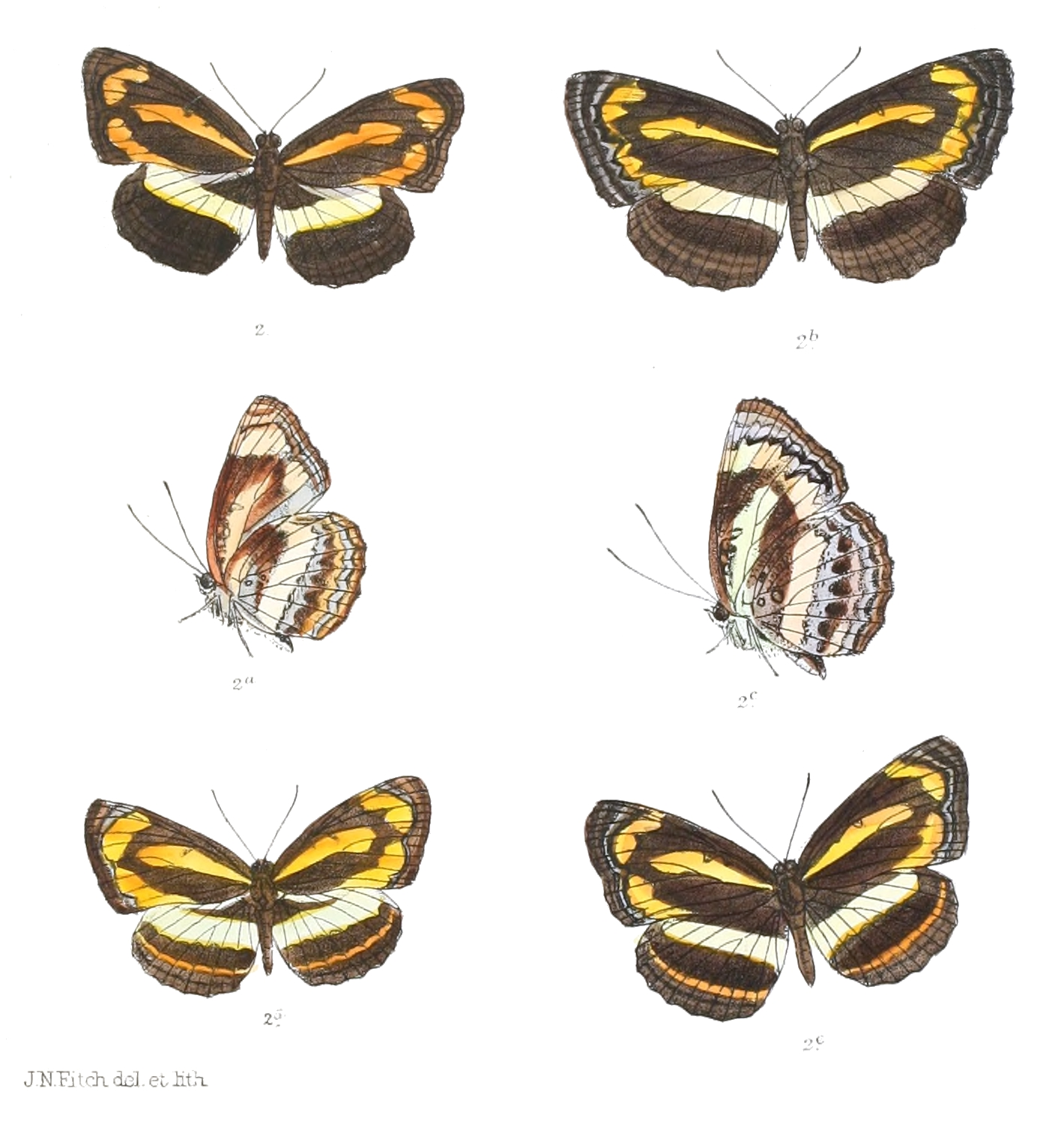
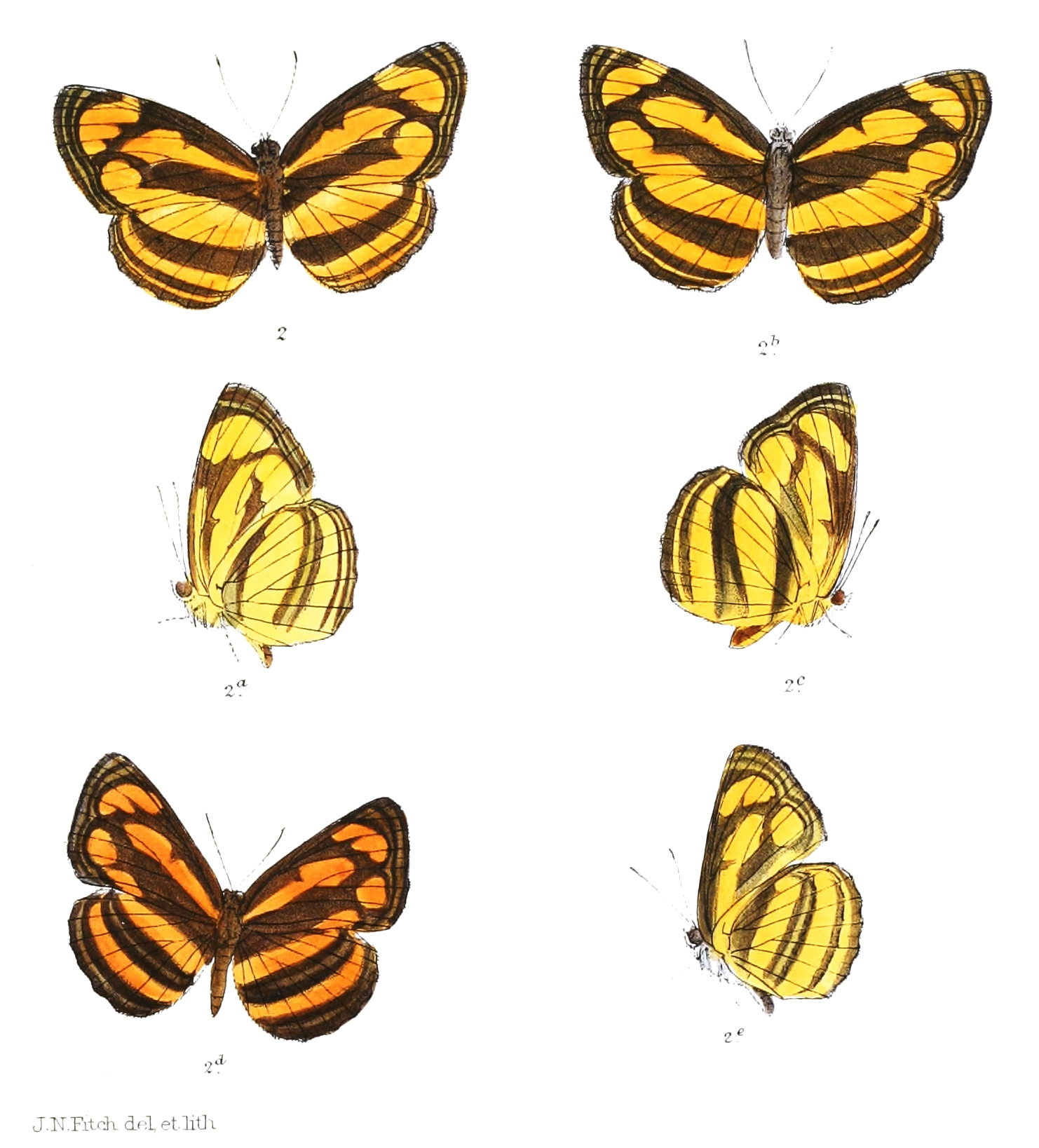

## Dottertaxa tillPantoporia, i alfabetisk ordning[1]
- Pantoporia absoleta
- Pantoporia affinis
- Pantoporia agina
- Pantoporia aigilipa
- Pantoporia alba
- Pantoporia albopunctata
- Pantoporia alcamene
- Pantoporia alceste
- Pantoporia alwina
- Pantoporia ambra
- Pantoporia anceps
- Pantoporia anna
- Pantoporia antara
- Pantoporia arayata
- Pantoporia arula
- Pantoporia assa
- Pantoporia assamica
- Pantoporia athenais
- Pantoporia athene
- Pantoporia attica
- Pantoporia aurelia
- Pantoporia badoura
- Pantoporia balina
- Pantoporia bangkanensis
- Pantoporia bazilana
- Pantoporia biaka
- Pantoporia bieti
- Pantoporia boma
- Pantoporia bruijni
- Pantoporia cama
- Pantoporia camasa
- Pantoporia camida
- Pantoporia camotesiana
- Pantoporia cardoni
- Pantoporia cnacalis
- Pantoporia commixta
- Pantoporia confluens
- Pantoporia consimilis
- Pantoporia continua
- Pantoporia contunda
- Pantoporia cosmia
- Pantoporia cyanifera
- Pantoporia cyrilla
- Pantoporia dahana
- Pantoporia dama
- Pantoporia dampierensis
- Pantoporia davidsoni
- Pantoporia diffusa
- Pantoporia dindinga
- Pantoporia disjuncta
- Pantoporia dora
- Pantoporia doronia
- Pantoporia dubiosa
- Pantoporia elisa
- Pantoporia epimethis
- Pantoporia epira
- Pantoporia eulimene
- Pantoporia euloca
- Pantoporia eupolia
- Pantoporia eurygrapha
- Pantoporia euryleuca
- Pantoporia evanescens
- Pantoporia ferrari
- Pantoporia fervescens
- Pantoporia fortuna
- Pantoporia galaesus
- Pantoporia ganina
- Pantoporia generosior
- Pantoporia glaucia
- Pantoporia glora
- Pantoporia glorifica
- Pantoporia glyceria
- Pantoporia godelewa
- Pantoporia godmani
- Pantoporia gordia
- Pantoporia gordina
- Pantoporia grimberta
- Pantoporia gynea
- Pantoporia hegelochus
- Pantoporia heliobole
- Pantoporia holargyrea
- Pantoporia hordonia
- Pantoporia htawagawa
- Pantoporia jagori
- Pantoporia jina
- Pantoporia jinoides
- Pantoporia jobina
- Pantoporia jocaste
- Pantoporia kannegieteri
- Pantoporia karita
- Pantoporia keyensis
- Pantoporia kodahirai
- Pantoporia larymna
- Pantoporia leucoion
- Pantoporia louisa
- Pantoporia luzonensis
- Pantoporia maena
- Pantoporia maenides
- Pantoporia magindana
- Pantoporia maligowa
- Pantoporia margala
- Pantoporia marguritha
- Pantoporia meinippus
- Pantoporia melankapa
- Pantoporia melanotica
- Pantoporia mera
- Pantoporia mindanica
- Pantoporia mioswara
- Pantoporia mira
- Pantoporia moorei
- Pantoporia mortifacies
- Pantoporia mysia
- Pantoporia neriphoides
- Pantoporia novahibernica
- Pantoporia novohannoverana
- Pantoporia obiana
- Pantoporia panayana
- Pantoporia paona
- Pantoporia paragordia
- Pantoporia paraka
- Pantoporia pardus
- Pantoporia pedia
- Pantoporia phrygia
- Pantoporia pindola
- Pantoporia plagiosa
- Pantoporia pseudevanescens
- Pantoporia pseudomelas
- Pantoporia pseudovenilia
- Pantoporia punctata
- Pantoporia pytheas
- Pantoporia recurva
- Pantoporia reducta
- Pantoporia rihodona
- Pantoporia rufula
- Pantoporia sandaka
- Pantoporia sannians
- Pantoporia sauteri
- Pantoporia selessana
- Pantoporia senthes
- Pantoporia separata
- Pantoporia serpentina
- Pantoporia siamensis
- Pantoporia sinuata
- Pantoporia socia
- Pantoporia stenopa
- Pantoporia subcurvata
- Pantoporia sulana
- Pantoporia sura
- Pantoporia symphelus
- Pantoporia tadema
- Pantoporia tarpa
- Pantoporia tenuifasciata
- Pantoporia tricolor
- Pantoporia tripunctata
- Pantoporia venata
- Pantoporia venilia
- Pantoporia vertenteni
- Pantoporia whitei
- Pantoporia vulcanica
- Pantoporia zeroca
- Pantoporia zilana
- Pantoporia zoroastres